# Pyrus castribonensis
Pyrus castribonensis är en rosväxtart som beskrevs av Francesco Maria Raimondo och al.. Pyrus castribonensis ingår i släktet päronsläktet, och familjen rosväxter. Inga underarter finns listade i Catalogue of Life.